# Verzweigung Zürich-West

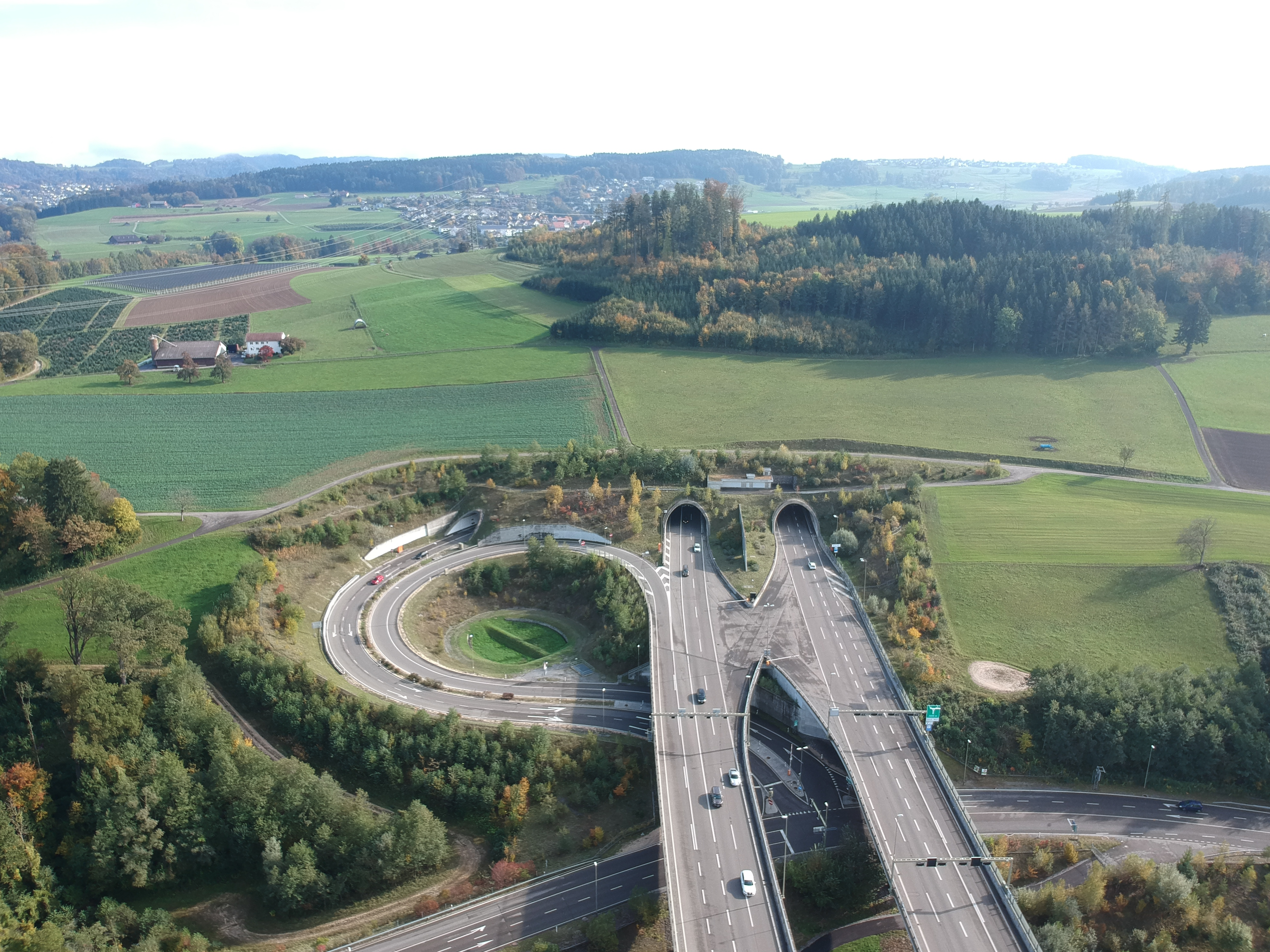
Lunnerentalbrücke und Aeschertunnel bei Birmensdorf, Luftbild (2020)

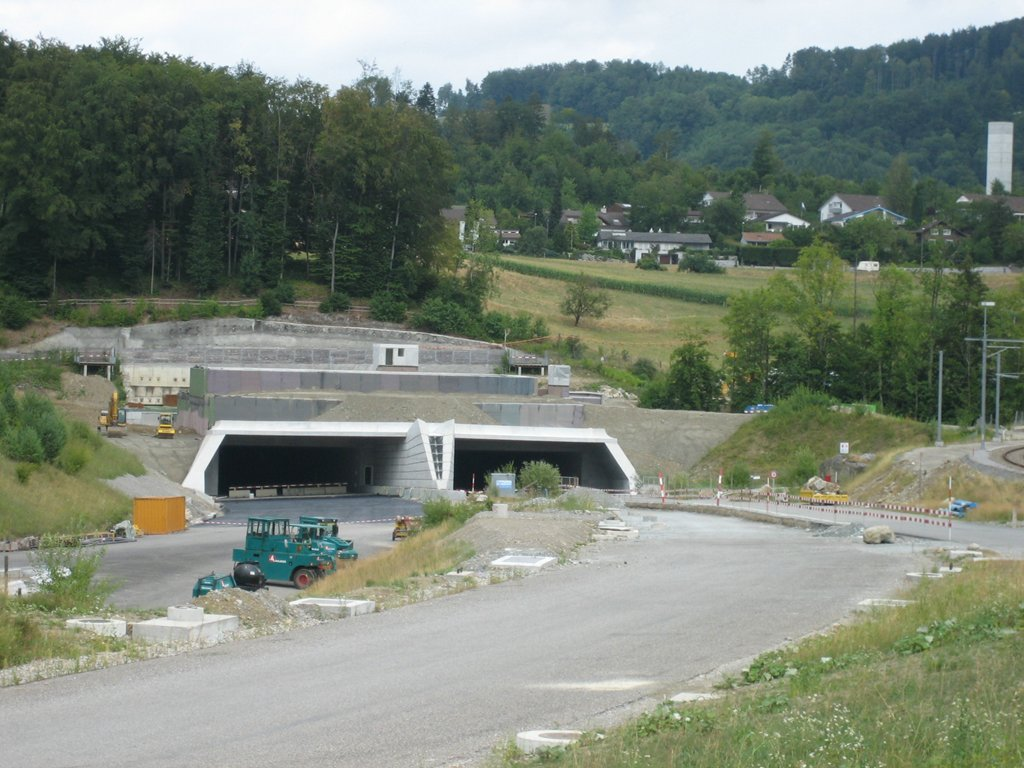
Westportal des Uetlibergtunnels im Wannenboden (2006, während des Baus), am Verkehrsdreieck Zürich West

Die Verzweigung Zürich-West ist eine Autobahnverzweigung südwestlich von Zürich. Sie verbindet die Autobahnen A3 und A4. Das 2009 eröffnete Autobahndreieck liegt in der Filderen-Ebene auf den Gemeindegebieten von Birmensdorf und Wettswil am Albis im Kanton Zürich und ist Teil der Westumfahrung. 

## Topologie

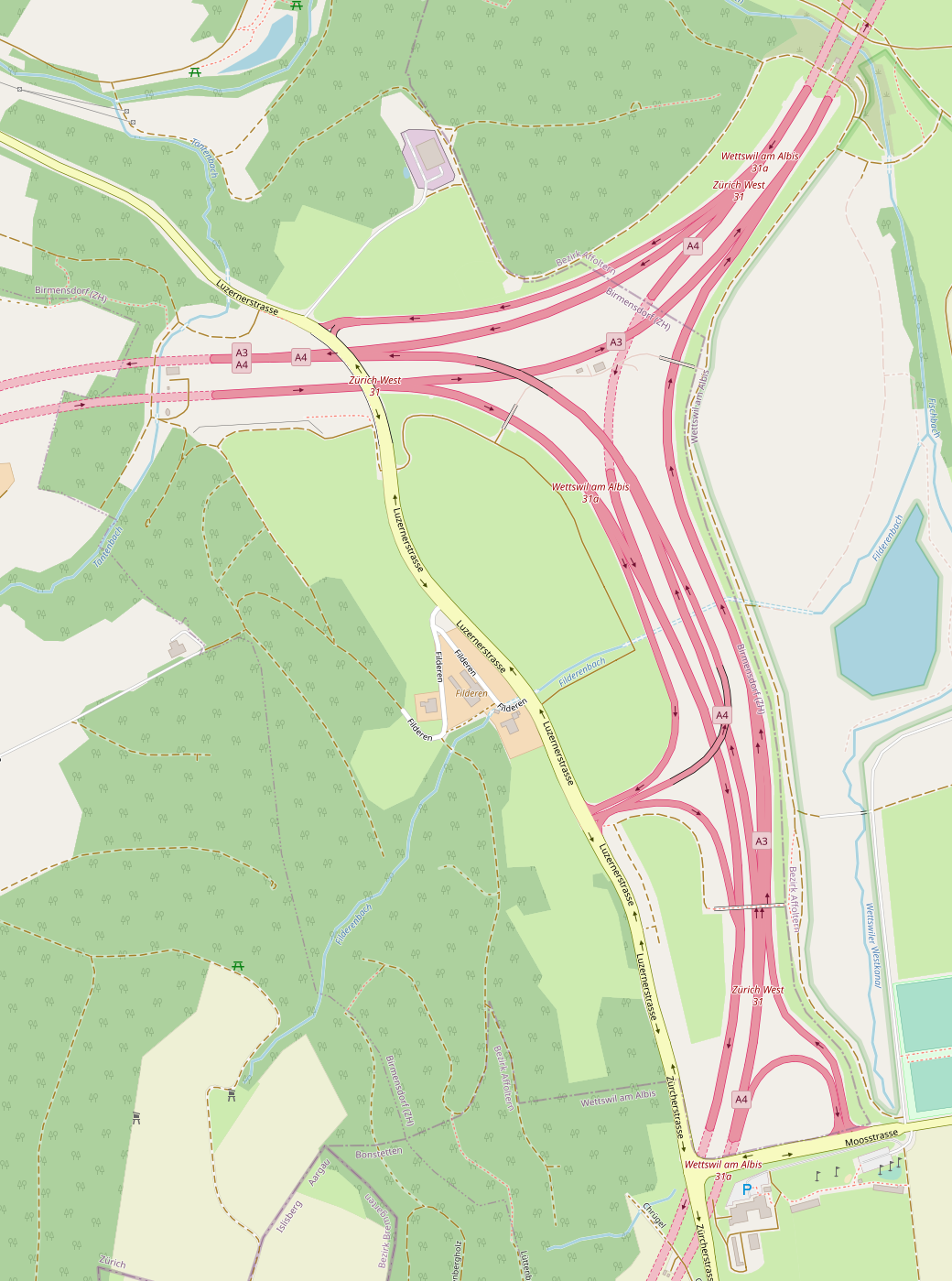
Karte: A3/A4(West) A3(Ost) A4(Süd), 2022

Im Bereich des Autobahndreiecks befindet sich der Vollanschluss Wettswil am Albis (Anschlussnummer 31a entlang der A3). Auffällig am Gesamtbauwerk ist der Umstand, dass aufgrund von Vorgaben des Natur- und Landschaftsschutzes die Verzweigung in der Filderen-Ebene stark eingeschnitten wurde und in allen drei Richtungen jeweils unmittelbar in einem Tunnel mündet:
- im Nordosten (A3) im Uetlibergtunnel (Richtung Chur und Zürich)
- im Nordwesten (A3/A4) im Aeschertunnel (Richtung Basel, Limmattalerkreuz und Nordring)
- im Südwesten (A4), nach dem integrierten Anschluss Wettswil, im Islisbergtunnel (Richtung Luzern, Zug und Gotthard)

Jenseits des Uetlibergs befindet sich als südöstliches Ende der Westumfahrung das Verkehrsdreieck Zürich Süd in Zürich Wollishofen, beim Autobahnanschluss Brunau.
| von                                   | nach                                  | Anzahl Spuren               | Verbindungsrampe |
| ------------------------------------- | ------------------------------------- | --------------------------- | ---------------- |
| Nordosten                             | Süden                                 | 2                           | Direkt           |
| Nordosten                             | Westen                                | 2                           | Direkt           |
| Nordosten                             | Wettswil Luzernerstrasse, Birmensdorf | 1                           | Direkt           |
| Süden                                 | Nordosten                             | 2 (Ausfahrt) / 1 (Einfahrt) | Direkt           |
| Süden                                 | Westen                                | 1                           | Direkt           |
| Süden                                 | Wettswil Moosstrasse, Wettswil        | 1                           | Direkt           |
| Westen                                | Nordosten                             | 2                           | Direkt           |
| Westen                                | Süden                                 | 1                           | Direkt           |
| Westen                                | Wettswil Luzernerstrasse, Birmensdorf | 1                           | Direkt           |
| Wettswil Moosstrasse, Wettswil        | Nordosten                             | 1                           | Direkt           |
| Wettswil Luzernerstrasse, Birmensdorf | Süden                                 | 1                           | Direkt           |
| Wettswil Luzernerstrasse, Birmensdorf | Westen                                | 1                           | Halbdirekt       |

## Bau
Für den Bau der Autobahnverzweigung sowie der drei Tunnel wurde eine eigene Bahnverladestation und ein eigenes Betonwerk gebaut. Die Fahrbahnen kommen aus Lärmschutzgründen in künstlich angelegten Einschnitten zu liegen, welche durch beidseitige Böschungen, bestehend aus Ausbruchmaterial aus den Tunnels, entstehen. Die Anlage besteht aus drei Ebenen: dem Tagbautunnel Chur–Luzern, verschiedenen ebenerdigen Verbindungen (Chur–Basel, Basel–Luzern, Luzern–Chur), sowie den Brücken Basel–Chur und Luzern–Basel, neben weiteren Brücken des untergeordneten Strassennetzes.

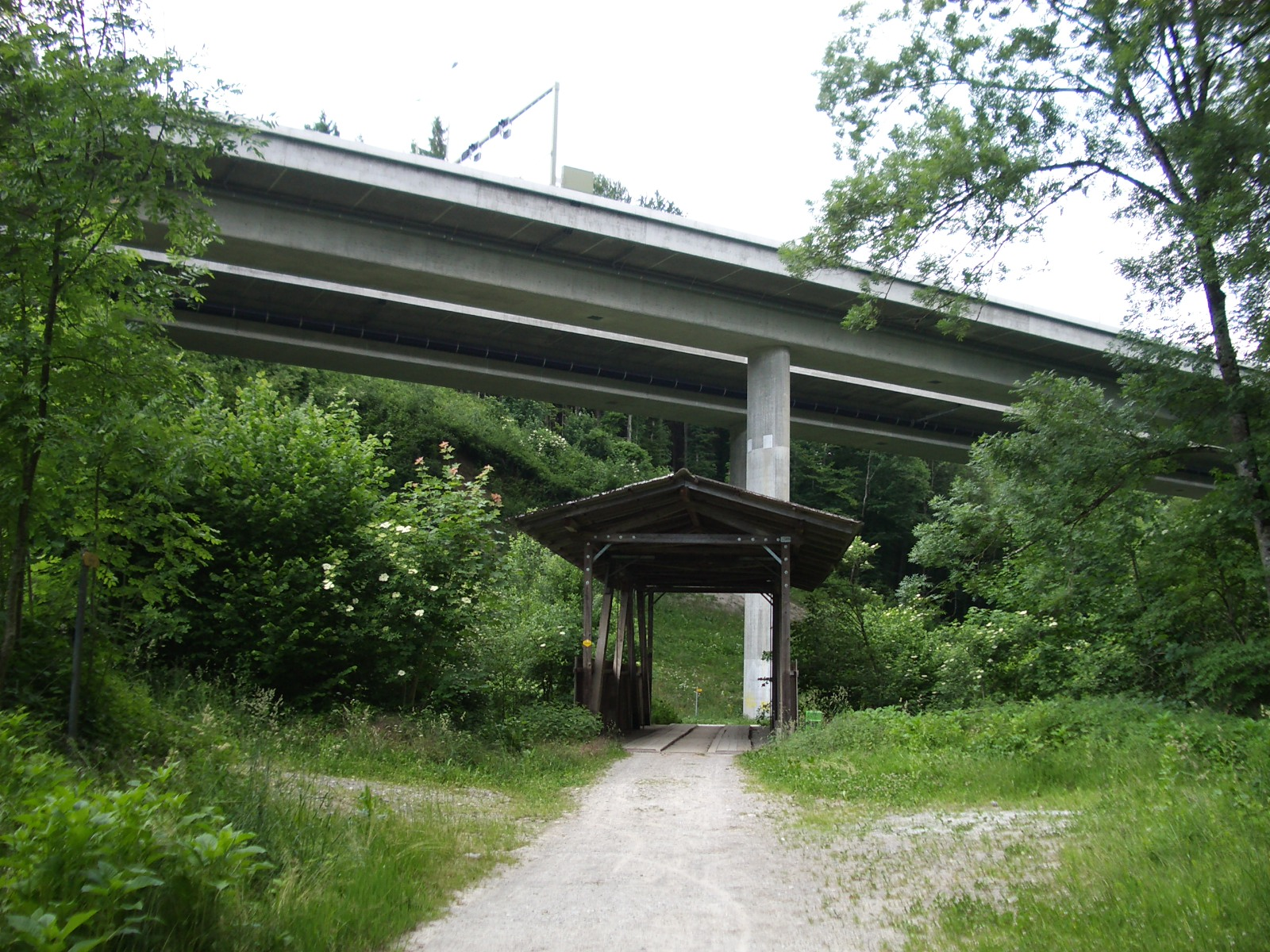
Jonentobelbrücke (Eröffnung 13. November 2009) und gedeckte Jonentalbrücke von 1954

## Zeitversetzte Inbetriebnahme
Der Transitverkehr aus dem Südosten (linkes Zürichseeufer, Chur) verlief seit den 1970ern auf der sogenannten Westtangente durch die Stadt Zürich. Dieser wird seit dem 4. Mai 2009 von der Verzweigung Zürich-Süd durch den Uetlibergtunnel und der Verzweigung Zürich-West zur Verzweigung Limmattal und weiter nach Basel/Bern respektive auf den Nordring (Richtung Winterthur/St. Gallen) geleitet. Seit Eröffnung der A4 durch das Knonauer Amt am 13. November 2009 fliesst zusätzlicher Verkehr von und nach der Innerschweiz sowie Transitverkehr aus dem Süden über diesen Verkehrsknoten.

## Zahlen und Fakten
- Bauzeit: 1996–2008
- Inbetriebnahme: 4. Mai 2009 / 13. November 2009
- Kosten: 160 Mio. CHF (Basis: 1994, exklusive Tunnel)

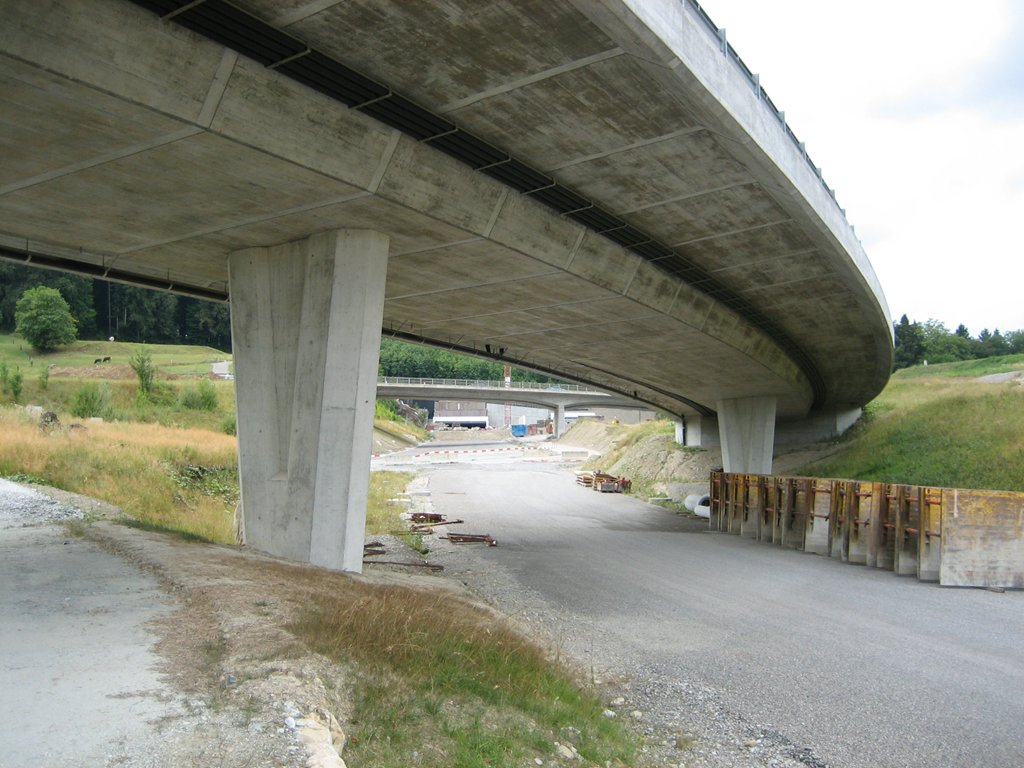
Blick Richtung Westen zum Portal des Aeschertunnels, Spur Basel–Chur und Brücke Luzern–Basel (2006)

- Aushub: ca. 300'000 m³
- Fläche Fahrbahnen: ca. 70'000 m²